# Hermann Wilhelm (Maler)
Hermann Wilhelm (* 4. September 1897 in Lauenstein; † 24. Februar 1970 in Nürnberg) war ein deutscher Maler und Professor an der Akademie der Bildenden Künste Nürnberg.

## Leben

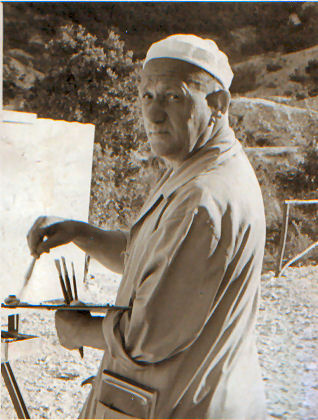
Hermann Wilhelm in Portonovo, Italien 1958

Hermann Wilhelm wurde 1897 in Lauenstein (heute Ortsteil von Ludwigsstadt) in Oberfranken geboren. Während des Ersten Weltkriegs war er von 1916 bis 1918 Soldat. Von 1919 bis 1923 war Wilhelm 
Schüler Rudolf Schiestls an der Kunstgewerbeschule Nürnberg; von 1925 bis 1931 ließ er sich an 
den Vereinigten Staatsschulen für freie und angewandte Kunst in Berlin ausbilden. 1927 war er Meisterschüler Paul Plontkes. 1928 erhielt er eine Medaille der Vereinigten Staatsschulen. Er war zeitweilig Mitglied der Tafelrunde von Max Slevogt im Romanischen Café und unterhielt eine persönliche Beziehung zu Max Liebermann. 1931 wurde die Gesellschaft für zeichnende Künste in Franken und der Oberpfalz gegründet, an der Wilhelm beteiligt war. Er stand im Kontakt zu Ernst Barlach, Alfred Kubin und anderen Künstlern. 1933 wurde die  Rudolf-Schiestl-Gedächtnisstätte in Kalchreuth gegründet. 1937 wurde der Zyklus Sparbrot in Berlin beschlagnahmt. 
1939 wurde Wilhelm erneut zum Kriegsdienst eingezogen; 1940 heiratete er Wett Scharg. Wilhelm war bis 1945 im Kriegsdienst. 
Sein nahezu gesamtes bis dahin geschaffenes Werk wurde 1945 durch Luftangriffe auf  Nürnberg, zuletzt am 2. Januar 1945, zerstört.
Von 1945 bis 1950 war Wilhelm in Erlangen tätig. 1946 wurde er an die Akademie der Bildenden Künste Nürnberg berufen. Zu seinen Meisterschülern gehörte Oskar Koller, Toni Burghart und Christian Kruck. Von 1960 bis 1963 war er Vizepräsident der Akademie. Er starb am 24. Februar 1970 und wurde auf dem Johannesfriedhof in Nürnberg beigesetzt.

## Auszeichnungen
- 1965: Bürgermedaille der Stadt Nürnberg, Ehrenmitglied des Kunstvereins in Erlangen[2]
- 1967: Ernennung zum Ehrenmitglied der Akademie der Bildenden Künste in Nürnberg